# Cettia
Cettia és un gènere d'ocells, de la família dels cètids (Cettiidae).

## Taxonomia
No hi ha consens taxonòmic sobre la família a la que pertany Cettia . Segons la llista mundial d'ocells del Congrés Ornitològic Internacional (versió 13.2, 2023) aquest gènere està inclòs en els cètids (Cettidae). Ja el Handook of the Birds of the World i la quarta versió de la BirdLife International Checklist of the birds of the world (Desembre 2019), consideren que estaria inclòs en els escotocèrtids (Scotocercidae).

## Llistat d'espècies
Segons la classificació del Congrés Ornitològic Internacional (versió 13.2, 2023), aquest gènere conté 4 espècies:
- Cettia major - rossinyol bord gros.
- Cettia castaneocoronata - rossinyol bord capbrú.
- Cettia brunnifrons - rossinyol bord de capell.
- Cettia cetti - rossinyol bord comú.